# Tony Hawk’s Underground
Tony Hawk’s Underground (nazywana też THUG) – wydana w 2003 roku skateboardingowa gra komputerowa, dostępna na platformach PC (tylko w Australii), PlayStation 2, GameCube i Xbox. Jest ona piątą grą w serii Tony Hawk’s Pro Skater. Ważniejszymi zmianami są: możliwość stworzenia własnego skatera, razem z własną twarzą, itp. oraz możliwość gry wieloosobowej na platformie PS2. W przeciwieństwie do swoich poprzedniczek, THUG kładzie ogromny nacisk na fabułę, a w grze nie uświadczymy trybu znanego z poprzednich części.

## Rozgrywka
Ciągle zmienianą mechaniką w seriach Tony Hawk’s Pro Skater jest osiąganie umiejętności. W poprzednich częściach było to rozwiązane poprzez zbieranie pieniędzy wydawane na kupowanie dostępu do poziomów i umiejętności lub szukanie rozmieszczonych po całych planszach znaków. W THUG-u, specyficzne (zwykle związane z daną dziedziną) osiągnięcia zwiększają umiejętności gracza. Na przykład zrobienie danej ilości trików w powietrzu po wybiciu się z quarter- lub halfpipe’a może zwiększyć długość przebywania gracza w powietrzu. Robienie grinda lub manuala przez dłuższy czas powoduje poprawę balansu podczas tych trików. Im wyższy poziom trudności, tym wyższe wymagania względem umiejętności; robienie grinda przez dwadzieścia sekund jest jednym z końcowych osiągnięć na Normalnym poziomie trudności, ale jednym z pierwszych na Chorym (Sick).
Pierwszy raz w serii, gracz może zejść z deskorolki i przemierzać miasta na piechotę. Jest to potrzebne do odkrycia niektórych lokacji i wyzwań. Chodzenie połączone jest z trikiem Caveman; gracz może teraz zejść z deskorolki w trakcie robienia combo, a następnie kontynuować je na nogach, tak długo, aż czasomierz odliczający możliwą ilość przebywania bez deski podczas robienia combo nie skończy odliczania. Czas ten jest kolejną umiejętnością, którą można poprawiać.
Nowością w tej grze również są dwa nowe ruchy: wallplant i wallpush (odpowiednio skok lub jazda naprzeciwko ściany i odskoczenie/odepchnięcie się od niej).

## Fabuła
W THUGu, skater prowadzony przez gracza (musi być wpierw on stworzony; profesjonaliści (Tony Hawk, Bob Burnquist i inni) i odblokowywane postacie są dostępne jedynie w trybach gry wieloosobowej) jest nieznanym skaterem z New Jersey, który dąży do sławy i profesjonalizmu w skateboardingu. Do końca swojej wędrówki otrzymuje pomoc od kolegi z dzieciństwa Erica Sparrowa i właściciela skateshopu, Stacy’ego Peralty. Dodatkowo od Chada Muski otrzymuje deskorolkę. Przez cały czas gry gracz coraz częściej jest rozpoznawany, najpierw jako skater-amator, a później jako profesjonalista. Jednakże egoizm Sparrowa powoduje, że oszukuje on bohatera i zawsze zabierze nasze 5 minut...
Poziomami w grze są: New Jersey, Nowy Jork, Tampa, San Diego, Hawaje, Vancouver, Slam City Jam, Moskwa, Australia, Szkoła, Venice i Hangar.